# Championnat du Zimbabwe de football 2010
Navigation
Saison suivante Saison suivante
La saison 2010 du Championnat du Zimbabwe de football est la quarante-huitième édition de la première division professionnelle au Zimbabwe à poule unique, la National Premier Soccer League. Seize clubs prennent part au championnat qui prend la forme d'une poule unique où toutes les équipes se rencontrent deux fois au cours de la saison. En fin de saison, les quatre derniers du classement sont directement relégués et remplacés par les quatre vainqueurs des poules régionales de Division One.
C'est le club de Motor Action FC qui termine en tête du classement final, à égalité de points mais une meilleure différence de buts que les Dynamos FC Harare. Les Highlanders FC complètente le podium, à neuf points du duo de tête. C'est le tout premier titre de champion du Zimbabwe de l'histoire du club. Le tenant du titre, Gunners FC, termine à la 4e place du classement, à 13 points de Motor Action.

## Les clubs participants
| - Motor Action FC - CAPS United - Gunners FC - Eagles FC - Shooting Stars Harare - Black Mambas FC - Promu de Division One - Kiglon FC - Bantu Rovers FC | - Highlanders FC - Dynamos FC Harare - Shabanie Mine - Promu de Division One - FC Victoria - Promu de Division One - Lengthens FC - Douglas Warriors FC - Promu de Division One - Monomotapa United - Hwange FC |

## Compétition
Le barème de points servant à établir le classement se décompose ainsi :
- Victoire : 3 points
- Match nul : 1 point
- Défaite : 0 point

### Classement
| Rang | Équipe                | Pts | J  | G  | N  | P  | Bp | Bc | Diff |
| ---- | --------------------- | --- | -- | -- | -- | -- | -- | -- | ---- |
| 1    | Motor Action FC       | 66  | 30 | 20 | 6  | 4  | 52 | 18 | +34  |
| 2    | Dynamos FC Harare     | 66  | 30 | 20 | 6  | 4  | 43 | 13 | +30  |
| 3    | Highlanders FC C      | 57  | 30 | 17 | 6  | 7  | 32 | 20 | +12  |
| 4    | Gunners FC T          | 53  | 30 | 14 | 11 | 5  | 44 | 25 | +19  |
| 5    | Hwange FC             | 50  | 30 | 14 | 8  | 8  | 43 | 33 | +10  |
| 6    | CAPS United           | 48  | 30 | 13 | 9  | 8  | 41 | 28 | +13  |
| 7    | Monomotapa United     | 47  | 30 | 13 | 8  | 9  | 43 | 29 | +14  |
| 8    | Shabanie Mine P       | 43  | 30 | 12 | 7  | 11 | 34 | 35 | -1   |
| 9    | Kiglon FC             | 37  | 30 | 8  | 13 | 9  | 29 | 30 | -1   |
| 10   | Eagles FC             | 37  | 30 | 8  | 13 | 9  | 18 | 24 | -6   |
| 11   | Shooting Stars Harare | 33  | 30 | 8  | 9  | 13 | 22 | 31 | -9   |
| 12   | Black Mambas FC P     | 29  | 30 | 7  | 8  | 15 | 30 | 35 | -5   |
| 13   | Lengthens FC          | 29  | 30 | 7  | 8  | 15 | 27 | 47 | -20  |
| 14   | Douglas Warriors FC P | 20  | 29 | 4  | 8  | 17 | 15 | 46 | -31  |
| 15   | Bantu Rovers FC       | 18  | 30 | 3  | 9  | 18 | 12 | 37 | -25  |
| 16   | FC Victoria P         | 17  | 29 | 4  | 5  | 20 | 25 | 59 | -34  |

|  | Qualification pour la Ligue des champions 2011                                           |
|  | Qualification pour la Coupe de la confédération 2011                                     |
|  | Relégation en deuxième division                                                          |
|  | T : Tenant du titre C : Vainqueur du Trophée de l'Indépendance P : Promu de Division One |

## Bilan de la saison
| Championnat du Zimbabwe de football 2010 |                                                           |
| Champion                                 | Motor Action FC (1er titre)                               |
| Coupes et trophées                       |                                                           |
| Vainqueur du Trophée de l'Indépendance   | Dynamos FC Harare                                         |
| Qualifications continentales             |                                                           |
| Ligue des champions 2011                 | Motor Action FC                                           |
| Ligue des champions 2011                 | Dynamos FC Harare                                         |
| Coupe de la confédération 2011           | Highlanders FC                                            |
| Promotions et relégations                |                                                           |
| Promus en National Premier Soccer League | Mimosa FC Zimanzi Masvingo Blue Ribbon Chicken Inn        |
| Relégués en Division One                 | Lengthens FC Douglas Warriors FC Bantu Rovers FC Victoria |